# Robert Kingscote
Robert Nigel Fitzhardinge Kingscote (28 février 1830 - 22 septembre 1908) est un soldat britannique, homme politique libéral, courtisan et agriculteur.

## Jeunesse
Kingscote est le fils du colonel Thomas Henry Kingscote, de Kingscote Park, Gloucestershire, par sa première épouse, Isabella Anne Frances, fille de Henry Somerset (6e duc de Beaufort). Sa mère est décédée alors qu'il a moins d'un an, peu de temps après la naissance de son deuxième enfant, une fille. Son frère, Thomas Kingscote, rejoint également la maison royale.

## Carrière militaire
Kingscote est officier aux Scots Fusilier Guards en 1846. Il est aide de camp de son grand-oncle, Lord Raglan, pendant la Guerre de Crimée, et obtient plus tard le grade de lieutenant-colonel dans les Royal Scots Fusiliers. Il est nommé colonel honoraire de la Royal North Gloucestershire Militia (plus tard 4th (Militia) Battalion, Gloucestershire Regiment) le 28 janvier 1862 et conserve le poste jusqu'à la dissolution de l'unité en 1908,.

## Carrière politique
Kingscote est député de Gloucestershire West entre 1852 et 1885. Il est nommé adjoint Lord-lieutenant du Gloucestershire en 1856. La dernière année, il est nommé commissaire des bois et forêts, poste qu'il occupe jusqu'en 1895. Il est également juge de paix pour le Gloucestershire et le Wiltshire et administrateur du manoir de Horsley.
Kingscote est groom-in-waiting de la reine Victoria entre 1859 et 1866, lorsqu'il démissionne, et écuyer supplémentaire du prince de Galles en 1867. Il sert comme surintendant des écuries du prince de Galles jusqu'en 1885, est nommé au Conseil du prince de Galles en 1886 et comme receveur général du duché de Cornouailles en 1888, Extra Equerry d'Édouard VII entre 1901 et 1902 et payeur général de la maison royale entre 1901 et 1908. Il est nommé Compagnon de l'Ordre du Bain en 1855, Chevalier Commandeur de l'Ordre du Bain en 1889 et Chevalier Grand-Croix de l'Ordre royal de Victoria en 1902.
Kingscote est également impliqué dans les affaires agricoles et est président de la Royal Agricultural Society en 1878.

## Famille
Kingscote est marié deux fois.

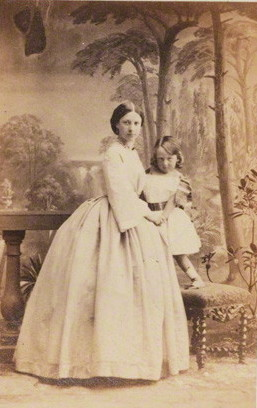
Lady Emily Marie Kingscote (née Curzon); Nigel Richard Fitzhardinge Kingscote, 1860, par Camille Silvy

Il épouse d'abord Caroline Sophia Wyndham, fille de George Wyndham (1er baron Leconfield), en 1851. Elle meurt en couches le 19 mars 1852 à Drove, Westhampnett dans le West Sussex : son fils nouveau-né meurt le même jour.
Kingscote épouse ensuite Emily Marie Curzon, fille de Richard Curzon-Howe (1er comte Howe), en 1856. Emily est dame de chambre à coucher de la la reine Alexandra. Ils ont deux fils et deux filles. Sa fille aînée, Harriet, épouse Arthur Wilson et est la mère du maréchal Henry Maitland Wilson. Sa fille Winifred épouse Lord Rocksavage, plus tard marquis de Cholmondeley, le 16 juillet 1879. Kingscote est décédé en septembre 1908, à l'âge de 78 ans. Lady Kingscote lui survit deux ans et meurt en décembre 1910.